# Виръял шевлисем
Вирьял шевлисем (чув. шевлисем — блики, вирьял — верховые чуваши) — межрегиональный фестиваль исполнителей чувашской эстрадной песни, проводимый ежегодно в начале лета в селе Аликово (Аликовский район Чувашская республика).
Учредители: Министерство культуры, по делам национальностей, информационной политики и архивного дела Чувашской Республики, администрация Аликовского района.

## История
Отдел культуры Аликовской райадминистрации (нач.отдела культуры Сергеев А. Н.) в 1995 году учредил и провел в районе фестиваль исполнителей чуваш. эстрадной песни «Виръял шевлисем». Впервые он прошел как районный и объединял исполнителей верховых чувашских эстрадных песен и ВИА из Аликовского района. В 1996 в фестивале приняли участие исполнители из Аликовского, Вурнарского, Красноармейского, Моргаушского и Ядринского районов. В 1997 году фестиваль приобрел статус республиканского. В 2000 году фестиваль включен в республиканскую программу и объявлен в статусе Межрегионального фестиваля исполнителей чувашской эстрадной песни. На фестивале первые в исполнении дуэта Людмилы Семеновой и Вячеслава Филиппова прозвучал гимн фестиваля «Виръял шевлисем», (слова Станислава Ильина, музыка Андрея Галкина).

## Хронология фестиваля

### 2012
XVII Межрегиональный фестиваль «Вирьял шевлисем» состоялся 25 мая 2012 года.

### 2011
Фестиваль прошёл 27 мая 2011 года в Аликово.

### 2010
В празднике национальной культуры приняли участие творческие коллективы Чувашии, Татарстана, Республики Марий Эл и Ульяновской области.
СК «Югория» выступила спонсором фестиваля чувашской эстрады «Виръял шевлисем».

### 2009
25 мая 2009 г. на главной площади Аликово прошёл фестиваль «Виръял шевлисем».
Победителями стали:
- «Гран-при» — Светлана Алякимова (Республика Татарстан);
- «Лучший автор (композитор, поэт-песенник)» — Алексей Николаев (Канашский район);
- "Лучший эстрадный вокальный ансамбль — Эльза Ильина и Екатерина Шаронина (г. Чебоксары);
- «Лучший вокалист (детский возраст)» — Роза Ильина (Цивильский район);
- «Лучшая обработка народной песни» — Надежда Петрова, Янтиковский район.

### 2008
Спонсором и учредителем Гран-при выступила компания «Голд Мюзик».
Победителями фестиваля-конкурса стали:
- «Гран-при» — сестры Ивановы, Аликовский район;
- «Лучший автор (композитор, поэт-песенник)» — Светлана Печникова, г. Чебоксары;
- «Лучший вокалист (молодёжный возраст)» — Ирина Стешко, Вурнарский район;
- «Лучший вокалист (детский возраст)» — Дима Сергеев, Канашский район;
- «Лучшая подтанцовка» — Юманайский СДК, Шумерлинский район;
- «Лучшая обработка народной песни» — Анна Кузьмина, Моргаушский район.

### 2007
25 мая 2007 г. состоялся XII Межрегиональный фестиваль. В этом году в фестивале приняли участие исполнители из 13 районов Чувашии, Татарстана и Ульяновской области.

### 2006
XI Межрегиональный фестиваль «Вирьял шевлисем» состоялся 26 мая 2006 года.

### 2020-2021
Из-за пандемии коронавируса конкурс не проводился.